# La fattoria (Mirò)
La fattoria è un dipinto a olio su tela di Joan Miró eseguito tra il 1921 ed il 1922. Il quadro misura 123.8x141.3 cm ed è conservato nella National Gallery of Art di Washington, che ha ricevuto il dipinto in donazione da Mary Welsh Hemingway, moglie dello scrittore Ernest Hemingway. L'opera è nota anche con il titolo Montroig: la fattoria.
È firmata dall'artista con la sigla "Miro. / 1921-22".
Risale al periodo giovanile dell'artista ed il soggetto pittorico si basa sui propri ricordi dell'infanzia: il luogo rappresentato è, infatti, la fattoria di famiglia a Mont-roig del Camp, in Catalogna.
Nel quadro, dipinto a Parigi, non si riscontrano ancora i segni del surrealismo e dell'astrattismo che caratterizzeranno l'opera successiva di Mirò: c'è, al contrario, una spinta verso la descrizione realistica e minuziosa, tratteggiata in stile naïf.

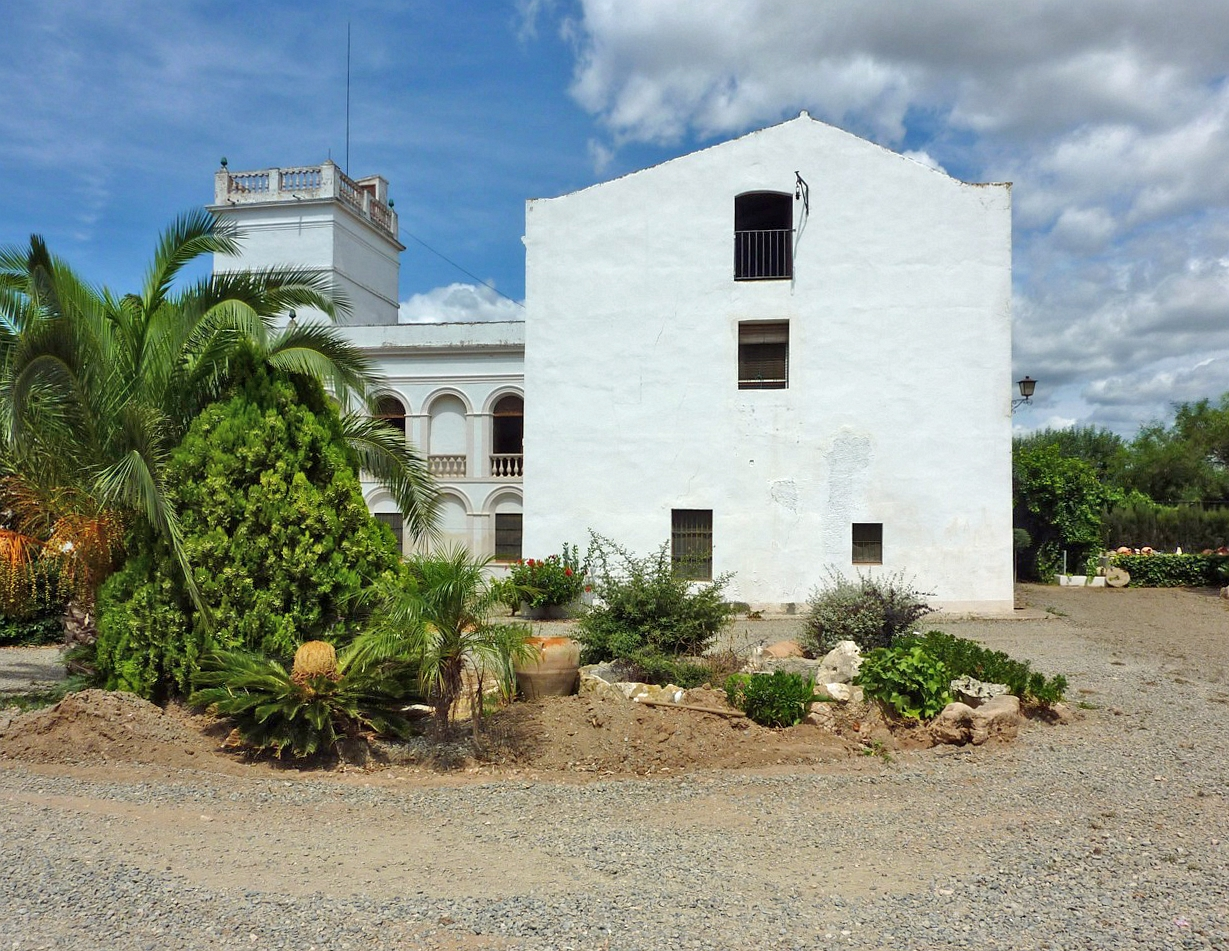
Mas Miró, la fattoria di Joan Miró

Il rapporto tra gli elementi figurativi è scandito dalla presenza, al centro della tela, dell'albero di eucalipto, che divide la stalla dall'aia. La prospettiva non viene rispettata matematicamente: mentre l'interno del fienile è visto dal basso, l'aiuola è ripresa dall'alto. Tra i minuziosi dettagli si possono notare una chiocciola nel terreno, la grezza copertura delle mura della stalla, una donna in lontananza che lava i panni e vari attrezzi di lavoro ed animali.